# Ichneumon quaesitorius
Ichneumon quaesitorius là một loài tò vò trong họ Ichneumonidae.